# Une femme mariée
Une femme mariée is een Franse dramafilm uit 1964 onder regie van Jean-Luc Godard. De film werd destijds uitgebracht onder de titel Een getrouwde vrouw.

## Verhaal
De Parijse huisvrouw Charlotte is getrouwd met Pierre, maar ze heeft ook een liefdesaffaire met Robert. Wanneer ze zwanger wordt, weet ze niet wie van beiden de vader is. Ze vraagt zich af of ze haar man moet verlaten.

## Rolverdeling
| Acteur                 | Personage             |
| ---------------------- | --------------------- |
| Macha Méril            | Charlotte             |
| Bernard Noël           | Robert                |
| Philippe Leroy         | Pierre                |
| Roger Leenhardt        | Vriend van Pierre     |
| Rita Maiden            | Meid                  |
| Margaret Le-Van        | Vrouw aan het zwembad |
| Véronique Duval        | Vrouw aan het zwembad |
| Christophe Bourseiller | Nicolas               |
| André Lesourd          | Dédé                  |